# علوم بيئية
العلوم البيئية هو مجال أكاديمي متعدد التخصصات يدمج العلوم الفيزيائية والبيولوجية وعلم المعلومات (بما في ذلك علم البيئة والبيولوجيا والفيزياء والكيمياء وعلم الحيوان وعلم المعادن وعلم المحيطات وعلم المسطحات المائية الداخلية وعلم التربة والجيولوجيا وعلم الغلاف الجوي وعلم تقسيم الأرض) لدراسة وحل المشاكل البيئية. ظهرت العلوم البيئية من مجالات التاريخ الطبيعي والطب خلال عصر التنوير. وهي توفر اليوم نهجاً متكاملاً وكمي ومتعدد التخصصات لدراسة النظم البيئية.
وتشمل مجالات الدراسات البيئية والهندسة البيئية. الدراسات البيئية تتضمن المزيد من العلوم الاجتماعية لفهم العلاقات البشرية، والتصورات والسياسات تجاه البيئة. وتركز الهندسة البيئية على التصميم والتكنولوجيا لتحسين نوعية البيئة في كل جانب.
يركز علماء البيئة جهودهم على موضوعات مثل فهم عمليات الأرض وتقييم نُظم الطاقة المستدامة ومكافحة التلوث والتخفيف من حدته وإدارة الموارد الطبيعية وتبعات الاحترار العالمي. تتضمن القضايا البيئية بشكل دائم تقريبًا تفاعلًا بين العمليات الفيزيائية والكيميائية والبيولوجية. يضع علماء البيئة منهجًا قائمًا على النُظم لتحليل المشاكل البيئية. تكمن العناصر الأساسية التي يتوجب على العالم البيئيّ الكُفُؤ أن يتحلى بها بالقدرة على الربط بين الحيّز المكاني والعلاقات الزمنية بالإضافة إلى التحليل الكمي.
ظهرت العلوم البيئية كمجال أساسي فعّال في البحث العلمي في ستينيات وسبعينيات القرن العشرين، بدافع ما يلي: (أ) الحاجة إلى اتباع نهج متعدد التخصصات لتحليل المشاكل البيئية المعقدة، (ب) ظهور قوانين بيئية جوهرية تتطلب بروتوكولات محددة للبحث والاستقصاء، (ج) زيادة الوعي العام بالحاجة إلى اتخاذ إجراءات لمعالجة المشاكل البيئية.  تضمنت الأحداث التي حثَّت هذا التطور نشر الكتاب البيئي الشهير لراشيل كارسون الربيع الصامت، إلى جانب القضايا البيئية الكبرى التي أصبحت منتشرة بشكل علني للغاية، مثل تسرب النفط في سانتا باربرا عام 1969، و «اشتعال» نهر كاياهوغا في مدينة كليفلاند بولاية أوهايو (عام 1969 أيضًا) وساعدت هذه الأحداث على زيادة اتّضاح القضايا البيئية وخلقْ هذا المجال الجديد من الدراسة.

## المكونات

### علوم الغلاف الجوي
تركز علوم الغلاف الجوي على الغلاف الجوي للأرض، مع التركيز على علاقته المتبادلة بالنظم الأخرى. يمكن أن تتضمن علوم الغلاف الجوي دراسات عن الأرصاد الجوية وظواهر الغازات الدفيئة ونمذجة الانتثار الجوي للملوثات المحمولة جوًا وظواهر انتشار الصوت المرتبطة بالتلوث الضوضائي بل وحتى التلوث الضوئي.
آخذين بالحسبان مثالًا يتجلى بظواهر الاحترار العالمي يصمم الفيزيائيون نماذج محاكاة حاسوبية للدورة الجوية وانتقال الأشعة تحت الحمراء، ويفحص الكيميائيون الموجودات من المواد الكيميائية الجوية وتفاعلاتها، ويحلل علماء الأحياء مساهمات النبات والحيوان بانبعاثات ثاني أكسيد الكربون، ويضيف أخصائيون مثل علماء الأرصاد الجوية وعلماء المحيطات فهمًا أوسع لديناميكيات الغلاف الجوي.

### علم البيئة
علم البيئة هو دراسة التفاعلات بين الكائنات الحية وبيئتها. قد يدرس علماء البيئة العلاقة بين إحدى الجماعات الأحيائية وبعض الخصائص الفيزيائية لبيئتها، مثل تركيز المواد الكيميائية؛ أو قد يدرُسون التفاعل بين جماعتين أحيائيتين مختلفتين من الكائنات الحية من خلال بعض العلاقات التكافلية أو التنافسية.
على سبيل المثال، يمكن للتحليل متعدد التخصصات لإحدى الأنظمة البيئية المتأثرة بعامل واحد أو أكثر من عوامل الإجهاد أن يتضمن عدة مجالات مرتبطة بالعلوم البيئية. في بيئة مصبات الأنهار حيث يمكن للتنمية الصناعية المقترحة أن تؤثر على أنواع محددة نتيجة تلوث المياه والهواء، يصف علماء الأحياء النبيت والوحيش في تلك المنطقة، ويحلل الكيميائيون انتقال ملوثات المياه إلى الأهوار، ويحسب الفيزيائيون الانبعاثات الملوثة للهواء ويساعد علماء الجيولوجيا بفهم تربة الأهوار وطين الخلجان.

### كيمياء بيئية
الكيمياء البيئية هي دراسة التغيرات الكيميائية في البيئة. تتضمن مجالات الدراسة الرئيسة تلوث التربة وتلوث المياه. تتضمن مواضيع التحليل عمليات التحلل الكيميائي في البيئة، والنقل المتعدد المراحل للمواد الكيميائية (على سبيل المثال، تبخر بحيرة حاوية على مذيب لإنتاج مذيب ملوث للهواء)، والاثار الكيميائية على مجموع الكائنات الحية.
وكمثال على تلك الدراسات، افترضْ حالة تسرب صهريج مذيب عضوي ودخوله تربة الموطن البيئي لأنواع من البرمائيات المهددة بالانقراض. كطريقة لحل أو فهم مدى تلوث التربة والانتقال دون السطحي للمذيب، يُجرى تطبيق محاكاة لنموذج حاسوبي. بعد ذلك، يحدد الكيميائيون الرابطة الجزيئية بين المذيب والنوع المحدد للتربة، ويدرس علماء الأحياء التأثيرات على مفصليات الأرجل والنباتات في التربة وفي نهاية المطاف الكائنات الحية التي تعيش في البِرَك والتي تشكل قوت البرمائيات المهددة بالانقراض.

### علوم الأرض
تشمل الجيولوجيا البيئية وعلوم التربة البيئية والظواهر البركانية وتطور القشرة الأرضية. وفي بعض نُظم التصنيف يمكن أن تشمل أيضًا علم المياه متضمنًا علم المحيطات.
وكمثال على ذلك، لدى دراسة تعرية التربة، يجري علماء التربة العمليات الحسابية الخاصة بجريان المياه السطحية. ويساعد علماء مورفولوجيا الأرض النهرية بفحص انتقال الرواسب بتدفقها على الأرض. ويساهم الفيزيائيون عبر تقييم تغيرات الانتشار الضوئي في المياه الهدف. يحلل علماء الأحياء التَبِعات اللاحقة على النبيت والوحيش المائي الناجمة عن فرط تعكر المياه.